# Episodi di FBI: Most Wanted (terza stagione)
La terza stagione della serie televisiva FBI: Most Wanted, composta da 22 episodi, è stata trasmessa negli Stati Uniti d'America sul canale CBS dal 21 settembre 2021 al 17 maggio 2022.
In Italia i primi nove episodi sono stati trasmessi da Italia 1 dall'11 agosto all'8 settembre 2022, ogni giovedì in prima serata. Mentre i restanti episodi vanno in onda a partire dal 2 luglio al 6 agosto 2023, ogni domenica, in prima serata.
| nº | Titolo originale        | Titolo italiano      | Prima TV USA      | Prima TV Italia   |
| -- | ----------------------- | -------------------- | ----------------- | ----------------- |
| 1  | Exposed                 | Oltre l'apparenza    | 22 settembre 2021 | 11 agosto 2022    |
| 2  | Patriots                | Patrioti             | 28 settembre 2021 | 18 agosto 2022    |
| 3  | Tough Love              | A fin di bene        | 5 ottobre 2021    | 18 agosto 2022    |
| 4  | Inherited               | Atto d'amore         | 12 ottobre 2021   | 25 agosto 2022    |
| 5  | Unhinged                | Scava due fosse      | 2 novembre 2021   | 25 agosto 2022    |
| 6  | Lovesick                | Malato d'amore       | 9 novembre 2021   | 1º settembre 2022 |
| 7  | Gladiator               | Oscura follia        | 16 novembre 2021  | 1º settembre 2022 |
| 8  | Sport of Kings          | Lo sport dei re      | 7 dicembre 2021   | 8 settembre 2022  |
| 9  | Run-Hide-Fight          | Shopping pericoloso  | 14 dicembre 2021  | 8 settembre 2022  |
| 10 | Incendiary              | L'incendiario        | 4 gennaio 2022    | 2 luglio 2023     |
| 11 | Hunter                  | Il cacciatore        | 11 gennaio 2022   | 2 luglio 2023     |
| 12 | El Pincho               | El Pincho            | 1º febbraio 2022  | 2 luglio 2023     |
| 13 | Overlooked              | Il nido vuoto        | 22 febbraio 2022  | 9 luglio 2023     |
| 14 | Shattered               | Sogna il tuo sogno   | 8 marzo 2022      | 9 luglio 2023     |
| 15 | Incel                   | Incel                | 22 marzo 2022     | 16 luglio 2023    |
| 16 | Decriminalized          | Per un pugno di semi | 29 marzo 2022     | 16 luglio 2023    |
| 17 | Covenant                | La profezia          | 12 aprile 2022    | 23 luglio 2023    |
| 18 | Reaper                  | La forza dell'odio   | 19 aprile 2022    | 23 luglio 2023    |
| 19 | Whack Job               | Folle amicizia       | 26 aprile 2022    | 30 luglio 2023    |
| 20 | Greatest Hits           | L'emulatore          | 10 maggio 2022    | 30 luglio 2023    |
| 21 | Inheritance             | Per mancanza d'amore | 17 maggio 2022    | 6 agosto 2023     |
| 22 | A Man Without a Country | Un uomo senza patria | 24 maggio 2022    | 6 agosto 2023     |

## Oltre l'apparenza
- Titolo originale: Exposed
- Diretto da: Ken Girotti
- Scritto da: Dick Wolf, David Hudgins e Elizabeth Rinehart

### Trama
Mentre aspettano notizie su Kenny, che è in cura per le ferite riportate dopo essere stato colpito dal suo vecchio amico, Curtis Williams, un veterano dell'esercito diventato sicario, mentre assisteva gli agenti Maggie Bell e OA Zidan dell'ufficio locale dell'FBI a New York un caso iniziato con l'omicidio di una donna su una proprietà federale e portato alla scoperta di un giro di traffico sessuale durante l'episodio principale della quarta stagione dell'FBI, "All That Glitters", la Fugitive Task Force è incaricata di dare la caccia a un sospetto ritenuto essere responsabile dell'omicidio del miliardario Nathan Tate che innesca uno scontro a fuoco nel centro di New York City che si conclude con la morte sia del sospettato che di un ufficiale della polizia di New York e fa incontrare la squadra Kristin Gaines, un agente dell'ufficio locale dell'FBI di Miami che stava indagando sul caso sospetto così come i suoi movimenti. Jess scopre anche che lui e Kenny sono stati scagionati dalla sparatoria avvenuta a casa di Jess, il che rivela anche che Kenny ha ucciso Hugh Hill, l'ex marito della ragazza di Jess, Sarah Allen. Con l'assistente di OA che si unisce temporaneamente alla squadra e Kristin, corrono per arrestare Colin Kent e i suoi soci, solo per scoprire che Kent non solo è fuggito dalla villa in cui si trovava tramite un aereo e si sta dirigendo verso un luogo sconosciuto, ma che lui ora ha informazioni riguardanti le identità delle persone coinvolte nel ring.
- Questo episodio costituisce un crossover che inizia con il primo episodio della quarta stagione di FBI e si conclude con l'episodio pilota di FBI: International.

- Ascolti USA: telespettatori 7 120 000[2]
- Ascolti Italia: telespettatori 1 025 000 – share 8,1%[3]

## Patrioti
- Titolo originale: Patriots
- Diretto da: Peter Stebbings
- Scritto da: Richard Sweren

### Trama
Con Hana fuori ad aiutare sua sorella a trasferirsi e Crosby tornato in Oklahoma per riprendersi dalle ferite da arma da fuoco, la Fugitive Task Force dà il benvenuto a Kristin Gaines che si è ufficialmente unita alla squadra. Quando tre persone vengono uccise in un hotel di Washington DC, una delle vittime anche un agente di polizia federale, la squadra cerca un movente per gli omicidi e scopre un possibile collegamento con l'attacco al Campidoglio degli Stati Uniti del 6 gennaio 2021 . Apprendono che la receptionist uccisa aveva correlato i documenti d'identità di diversi clienti a quelli dei più ricercati dall'attacco, presumibilmente per vendicare suo padre rimasto ferito durante l'attacco. La Task Force rintraccia il sospettato in Virginia , dove anche suo fratello e sua moglie fanno parte di un gruppo militante. Le tensioni tra i fratelli aumentano quando uno scopre che l'altro tradisce la moglie, portandolo allo strangolato. Dopo due imboscate e un successivo accerchiamento da parte delle forze dell'ordine, Gaines convince il figlio e la madre si arrende in favore di suo figlio. Il fratello rimasto tenta di spararle ma viene colpito a morte da Ortiz. LaCroix e Sarah affrontano le conseguenze della morte del suo ex e le difficoltà di tenere in ordine l'adolescente Tali.
- Ascolti USA: telespettatori 5 590 000[4]
- Ascolti Italia: telespettatori 1 040 000 – share 7%[5]

## A fin di bene
- Titolo originale: Tough Love
- Diretto da: Marc Roskin
- Scritto da: Stephanie Sengupta

### Trama
Quando il corpo del giudice Stuart Weaver viene trovato torturato nei boschi del West Virginia, la squadra indaga e scopre un collegamento con un'accademia che si occupa dell'amore duro dei propri studenti, il cui preside ha corrotto il giudice affinché emettesse dure condanne ai minorenni in modo che potessero assumerli. L'omicidio di una psicologa avviene secondo uno schema simile secondo il giudice e la Task Force identifica l'autore come Luke Hadley, che ha ricevuto l'aiuto dell'ex sopravvissuta Emily Wilton. Tuttavia, mentre fuggono dalla Task Force, Hadley la spinge fuori dal finestrino della macchina, e di conseguenza Emily muore. Le lettere tra Hadley e la sua fidanzata, ormai defunta, indicano una partita finale contro il proprietario dell'accademia. Barnes tenta di convincere Hadley, ma si suicida. Anche Gaines affronta ostacoli mentre si trasferisce con la figlia adolescente in un appartamento a New York City, ma perde il suo Airbnb pianificato a causa di accordi ombreggiati con il proprietario. Tuttavia, il suo ex marito Nick Vargas offre a lei e alla figlia un appartamento libero nel suo palazzo, risolvendo le sue preoccupazioni sulla vicinanza a lui e al figlio.
- Ascolti USA: telespettatori 5 650 000[6]
- Ascolti Italia: telespettatori 1 051 000 share 7,9%[5]

## Atto d'amore
- Titolo originale: Inherited
- Diretto da: Romeo Tirone
- Scritto da: Wendy West

### Trama
Carrie Chen, una donna in carriera originaria di Hong Kong, viene rapita in pieno giorno davanti a numerosi testimoni (tra cui due di loro sono stati uccisi). Quando il team di LaCroix si presenta sul luogo del riscatto, scoppia una sparatoria e scoprono che tra i rapitori ci sono dei cinesi, quindi il crimine non è di sfondo razziale (la donna era stata oggetto di aggressioni verbali xenofobe per via del Covid), ma sembra legato al lavoro del marito Steven, un genetista, che sta cercando una cura per la talassemia manipolando il genoma e che potrebbe avere risvolti per applicazioni militari. Senza contare che gli studi di Steven vengono condotti in Cina perché usa delle pratiche di manipolazione genetica vietate negli Stati Uniti. Si scopre che il rapitore ha fatto quel che ha fatto perché ha un figlio gravemente malato, e che in Cina era stato escluso dalla sperimentazione perché non rientrava nei parametri stabiliti dai criteri di ricerca. La squadra di LaCroix arriva alla casa del rapitore, che non è altro che un padre disperato per aver trasmesso la malattia a suo figlio. Contemporaneamente LaCroix e la sua compagna Sarah si trovano ad affrontare la ribellione adolescenziale di Tali, che si è messa a fumare erba; Sarah affronta Jess e gli fa notare che lui non è abbastanza presente per la figlia.
- Ascolti USA: telespettatori 5 500 000[7]
- Ascolti Italia: telespettatori 1 015 000 – share 6,8%[8]

## Scava due fosse
- Titolo originale: Unhinged
- Diretto da: Ken Girotti
- Scritto da: Melissa Scrivner Love

### Trama
Una coppia di criminali, un uomo e una donna, entrano in una sala giochi per darle fuoco; nel locale non doveva esserci nessuno, ma invece ci sono tre persone: William Duncan, il gestore del locale e figlio del proprietario, Ramon, un riparatore di flipper e Michael, il figlio di Ramon, troppo piccolo per stare a casa da solo. Il piromane perde la testa e spara a tutti e tre, uccidendo padre e figlio e ferendo William. LaCroix scopre che tutto è stato orchestrato da Fred, il padre di William, per cercare di pagare dei forti debiti di gioco del figlio, affetto da ludopatia, sfruttando l'assicurazione sul locale. Il pasticcio della mancata truffa si sovrappone all'uscita dal carcere di Angelo Carpenter, condannato a trent'anni per stupro e omicidio, crimine in realtà commesso da Fred e per il quale l'ha passata liscia grazie ai soldi del padre che ha comprato la testimonianza di alcune persone. Angelo rimane ucciso nella sparatoria con l'FBI, mentre Fred pagherà per il crimine commesso in gioventù.
- Guest star: Tim DeKay (Angelo Carpenter)
- Curiosità: il titolo si riferisce a una frase attribuita a Confucio: Prima di intraprendere il viaggio della vendetta, scava due fosse.

- Ascolti USA: telespettatori 4 970 000[9]
- Ascolti Italia: telespettatori 909 000 – share 6,8%[8]

## Malato d'amore
- Titolo originale: Lovesick
- Diretto da: Jean de Segonzac
- Scritto da: Ticona S. Joy

### Trama
A Fairfield nel Connecticut un uomo, Cecyl Walsh, uccide le due figliastre e la moglie, e in seguito un prete. La squadra si mette sulle sue tracce perché pensano che continuerà a uccidere. Lo raggiungono, ma riesce a fuggire prendendo in ostaggio una donna di nome Nora; si scopre che lei era una sua amica e che Cecyl era andato fuori di testa quando gli ha detto che si è fidanzata. Cecyl va inoltre anche a picchiare lo zio della ragazza, colpevole secondo lui di non averla trattata bene (lui non la voleva, ma aveva dovuto prendersene cura perché Dana era rimasta orfana). Le indagini portano a chiarire il fattore scatenante: Nora è la figlia di Cecyl; la bimba fu data in adozione dal prete ucciso perché i genitori erano due adolescenti e non potevano prendersene cura. La madre di Nora, Meghan, fu cacciata dalla famiglia e si dette alla droga, fino a morire di overdose. Nora riesce a liberarsi dalla prigionia, ma viene ferita; la squadra arriva sul posto e uccide Cecyl. Intanto la madre invadente di Barnes si intromette nella vita della figlia e della nuora, la quale non vuole rinunciare alla carriera, ora che è decollata, per stare a casa in maternità.
- Ascolti USA: telespettatori 4 880 000[10]
- Ascolti Italia: telespettatori 1 163 000 –  share 6,9%[11]

## Oscura follia
- Titolo originale: Gladiator
- Diretto da: Tess Malone
- Scritto da: Spindrift Beck

### Trama
A Greenwich nel Connecticut la squadra indaga sull'omicidio di Esme, la moglie di Sonny, un famosissimo giocatore di basket professionista; indagando scoprono che la vittima aveva affrontato un pedofilo fuori dalla scuola elementare dei figli. Il pedofilo viene trovato morto suicida insieme al suo complice ucciso da quest'ultimo perché durante le indagini viene resa pubblica la sua identità, ma arrivano anche a un altro sospettato che ha venduto un anello di Esme al banco dei pegni, ma nemmeno lui è il colpevole. L'agente speciale capo Isobel Castille raggiunge la squadra perché il caso è di alto profilo e ci sono pressioni "dall'alto" per una pronta soluzione. I sospetti si concentrano sul marito di Esme: si scopre che l'uomo, in seguito a delle commozioni cerebrali conseguite da colpi presi durante le partite, ha un comportamento instabile. Il suo agente lo convince a curarsi con un prodotto fabbricato dall'azienda di cui è presidente, ma lo raggira sull'effettiva efficacia. Quando in un accesso d'ira uccide Esme, capisce di essere stato imbrogliato e strangola il suo agente. LaCroix e la sua squadra scoprono che ha preso i suoi figli e, temendo che possa far loro del male, cercano di raggiungerlo prima che sia troppo tardi. Sonny sa che è malato e che non era in sé quando ha ucciso Esme, ma è divorato dal rimorso e quando LaCroix e Kristin lo raggiungono, si toglie la vita. Intanto Kristin è confusa perché sente che si sta riavvicinando al suo ex marito, mentre sembra che lui sia andato avanti con la sua vita poiché frequenta un'altra donna.
- Guest star: Alana de la Garza (in FBI agente speciale al comando Isobel Castille)

- Ascolti USA: telespettatori 5 640 000[12]
- Ascolti Italia: telespettatori 1 138 000 –  share 7,5%[11]

## Lo sport dei re
- Titolo originale: Sport of Kings
- Diretto da: Carlos Bernard
- Scritto da: Richard Sweren

### Trama
Nel Kentucky due uomini tendono un'imboscata a un furgone per il trasporto cavalli: rubano un puledro dal valore di alcuni milioni di dollari e iniziano a lasciarsi dietro una scia di morti, uccisi tutti dalla mente del piano, Sol. Tessa, la ragazza che viaggiava col cavallo, viene presa in ostaggio perché conosce l'altro rapinatore, Willy. Tutto si complica quando la proprietaria del puledro estromette l'FBI nella richiesta di riscatto, disinteressandosi di ciò che potrebbe capitare alla ragazza. Intanto Tessa, che ha scampato un tentativo di violenza sessuale da parte di Sol, cerca di portare Willy dalla sua parte dicendogli che il complice non vuole dividere con lui i soldi del riscatto e offrendosi di affiancarlo per eliminare Sol e diventare sua socia. Tessa e Willy si recano sul luogo del riscatto ma Tessa, lasciando a Willy la metà dei soldi, scappa abbandonando il complice che viene catturato da LaCroix e i suoi. La proprietaria del cavallo, paga di aver riavuto il suo puledro e scoprendo che è stato ben accudito, rifiuta di denunciare la ragazza. Intanto il padre di Jess torna a casa del figlio per trascorrere le vacanze di Natale perché la moglie è andata in Terra santa, mentre Tali vorrebbe fare il concorso per essere ammessa a una prestigiosa e selettiva scuola di equitazione, anche se il padre non è entusiasta per via della lontananza.
- Guest star: Terry O'Quinn (Byron LaCroix)

- Ascolti USA: telespettatori 5 450 000[13]
- Ascolti Italia: telespettatori 1 136 000 – share 6,4%[14]

## Shopping pericoloso
- Titolo originale: Run-Hide-Fight
- Diretto da: Ken Girotti
- Scritto da: Elizabeth Rinehart

### Trama
Jess e la famiglia sono a un centro commerciale dove incontrano Barnes e sua moglie incinta, tutti intenti a fare compere natalizie; poco dopo che Tali riceve la notizia di essere stata ammessa alla scuola di equitazione, tre uomini mascherati e armati di fucili d'assalto, iniziano a sparare a chiunque capiti loro a tiro. LaCroix e la collega mettono in salvo in una stanza di servizio Sarah, Tali e alcuni lavoratori del centro, ma subito dopo escono per cercare di fermare gli assassini. Intanto gli altri colleghi di Jess raggiungono il centro e si coordinano con la polizia per aiutare gli amici. Tutto si complica quando si viene a sapere che le videocamere sono state messe fuori servizio e che alle uscite è stato applicato dell'esplosivo. Mentre la squadra esterna raggiunge il complice che coordina da fuori il commando, all'interno, il padre di Jess cerca di dare una mano a far entrare Kristin e la polizia. Gli assalitori vengono uccisi uno alla volta, resta da capire dov'è l'ultima bomba, ma il complice esterno non parla. Jess, Barnes e un ex poliziotto trovano l'ordigno a pochi secondi dalla deflagrazione: l'ex poliziotto si sacrificherà portandola via. Ci sarà il lieto fine perché l'uomo riuscirà a lanciarla lontano fuori dall'edificio, salvandosi. Finito tutto, Jess permetterà alla figlia di andare alla scuola privata mentre la moglie di Barnes, entrata in travaglio, partorirà un maschietto.
- Guest star: Terry O'Quinn (Byron LaCroix)

- Ascolti USA: telespettatori 6 860 000[15]
- Ascolti Italia: telespettatori 1 300 000 – share 8,4%[14]

## L'incendiario
- Titolo originale: Incendiary
- Diretto da: Milena Govich
- Scritto da: D. Dona Le

### Trama
La Fugitive Task Force prende in carico il caso di Binh Dao, che ha utilizzato bombe al napalm in un casinò, ferendone due e uccidendone uno. Inizialmente ipotizzano che le sue motivazioni siano politiche, ma questo cambia quando prende di mira più persone che hanno avuto un ruolo nella sua educazione, inclusa la madre del suo amico d'infanzia. La Task Force apprende dal suo patrigno che ha sparato al suo compagno di stanza dei marine per osservazioni razziste, cosa che è stata segnalata come un incidente. Successivamente scoprono che il patrigno ha scommesso soldi al casinò preso di mira in precedenza, destinato all'intervento alla schiena della madre. Binh prende di mira ulteriormente l'ex datore di lavoro di sua madre e si dirige al laboratorio per il quale sua madre una volta aveva fatto un colloquio a causa del suo dottorato di ricerca in ingegneria. Si deduce che il suo motivo ultimo sia opporsi a coloro che secondo lui hanno fatto un torto a sua madre. La Task Force e la sicurezza del laboratorio riescono a fermare Binh nella loro proprietà e a convincerlo ad arrendersi con l'aiuto di sua madre. LaCroix e Sarah salutano Tali mentre parte per il collegio e condividono una serata al cinema con sua sorella.
- Ascolti USA: telespettatori 5 430 000[16]
- Ascolti Italia: telespettatori 956 000 – share 6,4%[17]

## Il cacciatore
- Titolo originale: Hunter
- Diretto da: John Murray
- Scritto da: Rickey Cook

### Trama
La Fugitive Task Force si ritrova alla ricerca di un assassino che sta giocando al contorto gioco del gatto e del topo con le sue vittime, raccogliendo le loro teste come trofei. Tuttavia, ciò è limitato alle sue prime vittime, che si rivelano avere un legame con casi di abusi da parte dei boy scout, uno dei quali è l'uomo che ha perpetrato gli abusi. L'assassino, l'abile cacciatore Wally Turner, rivolge la sua attenzione ad altri predatori sessuali, uccidendone altri due in un magazzino e portandone un altro nel bosco dietro una tavola calda. Successivamente, la Task Force apprende che il suo psicologo lo ha aiutato dandogli un nuovo fucile e munizioni. Trovano l'ultima vittima di Turner legata a un albero: LaCroix tenta di dissuaderlo, ma Turner rimane determinato nel suo modo di fare giustizia. Così Ortiz gli spara facendolo cadere dall'albero su cui era appostato proprio mentre LaCroix libera la vittima. Ortiz, ora nuovo coinquilino di Gibson, viene a sapere che quest'ultima è stata adottata e la incoraggia a inviare un'email alla madre biologica, cosa che alla fine lei fa.
- Ascolti USA: telespettatori 5 560 000[18]
- Ascolti Italia: telespettatori 880 000 – share 6,1%[17]

## El Pincho
- Titolo originale: El Pincho
- Diretto da: Ludovic Littee
- Scritto da: Wendy West

### Trama
Quando il famigerato signore della droga colombiano Estevan Martin Maldonado riesce a scappare da una prigione della Pennsylvania, alla squadra viene assegnato l'incarico di cercarlo e lavora con Greg Galson della DEA. Maldonado lascia dietro di sé diversi omicidi, incluso il suo co-cospiratore, Charlie Simmich, una guardia carceraria sul suo libro paga. La Task Force e la DEA mettono al sicuro la moglie di Maldonado, che rifiuta di collaborare. Gaines segue l'esempio del vicesceriffo americano Tara McPherson su una possibile ubicazione del nascondiglio di Maldonado, dove quasi lo portano fuori prima che scappi. La Task Force arresta Galson dopo che si è rifiutato di sparare a Maldoando, rivelando anche che era sul suo libro paga. Seguono Maldonado in un convento, che funge da copertura per un tunnel del contrabbando di droga verso New York. Prende Gaines in ostaggio e scende nei tunnel, dove lei lo accoltella per disabilitarlo. Gaines racconta anche al suo ex marito cosa le è successo durante il suo ultimo incarico sotto copertura e perché non ne ha mai parlato apertamente fino ad ora.
- Ascolti USA: telespettatori 5 910 000[19]
- Ascolti Italia: telespettatori 698 000 – share 6,4%[17]

## Il nido vuoto
- Titolo originale: Overlooked
- Diretto da: Milena Govich
- Scritto da: Stephanie Sengupta

### Trama
La squadra di LaCroix ha a che fare con un duplice omicidio, madre e figlia; il marito e padre delle vittime, un importante uomo d'affari, risulta scomparso ed è ricercato perché sospettato dell'omicidio, oltre che per appropriazione indebita. L'unico sopravvissuto alla strage è il figlio, che in quel momento non era in casa. Dopo che il cadavere dell'uomo d'affari viene trovato morto in un bagagliaio, viene rapito anche il figlio, che le indagini rivelano essere un ragazzo prepotente e violento con le ragazze con cui usciva. Una di esse, la figlia dell'omicida, risulta scomparsa da un anno. Il padre della ragazza voleva rapire la sorella del ragazzo per farsi dire dov'è il cadavere della figlia, ma la situazione gli è sfuggita di mano e c'è scappato il morto. Il ragazzo, sotto tortura, mostra al padre disperato il cadavere, che aveva nascosto nel congelatore della casa di famiglia al lago, ma l'intervento della squadra impedisce all'uomo di portare a termine la sua vendetta, anche se il ragazzo finalmente pagherà per il suo delitto. Intanto Jess approfitta della sua casa vuota per corteggiare adeguatamente Sarah.
- Ascolti USA: telespettatori 5 700 000[20]
- Ascolti Italia: telespettatori 730 000 – share 5%[21]

## Sogna il tuo sogno
- Titolo originale: Shattered
- Diretto da: Lisa Demaine
- Scritto da: Elizabeth Rinehart

### Trama
Harley è un uomo violento e tossicodipendente uscito da poco di galera che inizia inspiegabilmente a uccidere alcuni medici e le loro famiglie; le indagini dell'FBI portano pian piano alla luce lo schema di questi crimini: la ragazza di Harley, che veniva picchiata regolarmente e che gli ha tenuto nascosto l'esistenza di una figlia avuta mentre lui era in prigione, è scomparsa e le persone uccise erano coloro che l'avevano aiutata a mettersi in contatto con un'associazione che offre protezione alle vittime di violenze domestiche. La scia di morti che Hurley si lascia dietro porta la squadra a scoprire prima dove si trova la ragazza, che però è già stata rapita dall'uomo, e poi a capire dove si trova la bimba, che è ricoverata in ospedale perché malata di leucemia. Harley arriva contemporaneamente all'FBI all'ospedale e ne deriva uno scontro a fuoco in cui Jess LaCroix perde la vita.
La squadra, sconvolta, si reca da Sarah a darle la terribile notizia e alla donna, distrutta dal dolore, non resta che recarsi con il padre di Jess, Byron, da Tali per darle la notizia della morte del padre.
- Questo è l'ultimo episodio in cui Jess LaCroix (Julian McMahon) appare in scena, ed é anche l'ultima apparizione televisiva del suo interprete Julian McMahon tre anni prima della sua scomparsa.
- Guest star: Terry O'Quinn (Byron LaCroix).

- Ascolti USA: telespettatori 5 550 000[22]
- Ascolti Italia: telespettatori 654 000 – share 4,7%[21]

## Incel
- Titolo originale: Incel
- Diretto da: Carlos Bernard
- Scritto da: Zach Cannon

### Trama
Lottando per accettare la morte di Jess, Barnes, Hana, Ortiz e Kristin ricevono l'incarico di rintracciare un membro della comunità Incel che è entrato in uno stato di follia omicida, prendendo di mira le persone che crede non gli abbiano mai nemmeno dato una possibilità di avere una compagna, mentre Isobel Castille fa una visita a sorpresa alla squadra per vedere come si stanno adattando alla vita senza il loro caposquadra. L'Incel, di nome Erik, si presenta al matrimonio di Eden, una bella ragazza oggetto dei suoi desideri, e le chiede di sposarlo; lei pensa a uno scherzo e inoltre sul momento non lo riconosce, poiché si è sottoposto a una pesante plastica facciale per migliorare il suo aspetto precedente, da lui ritenuto anonimo. Finita la cerimonia, uccide il neosposo, il testimone e il padre della sposa, e rapisce la ragazza, che successivamente ucciderà quando lei rifiuterà le sue avances. Successivamente si reca all'università che frequentava con profitto dove tortura due ragazze. Intanto un altro ragazzo di nome Jericho, con problemi legati alla sessualità e con due genitori retrogradi e bigotti, uccide molte donne che lavorano in un centro massaggi e la squadra scopre che Jericho ed Erik si conoscono. Intercetteranno i due a una sfilata, dove si trova il famoso modello a cui Erik si è ispirato per il suo nuovo viso. Jericho viene ucciso, mentre Erik viene arrestato. Finita l'indagine, vanno tutti da Sarah e Byron per far loro compagnia e cenare insieme, nel ricordo di Jess.
- Guest star: Terry O'Quinn (Byron LaCroix)

- Ascolti USA: telespettatori 5 790 000[23]
- Ascolti Italia: telespettatori 891 000 – share 6,5%[24]

## Per un pugno di semi
- Titolo originale: Decriminalized
- Diretto da: Tim Busfield
- Scritto da: Melissa Scrivner Love

### Trama
Una coppia, di ritorno a casa, trova due intrusi che li derubano di una borsa di soldi. I derubati e i ladri si conoscono e i primi partono all'inseguimento dei secondi, che sono su un furgone; c'è un incidente e la coppia, scoperto che i loro soldi sono finiti bruciati nell'impatto, uccide i due ladri e anche alcuni immigrati clandestini nascosti nel furgone usato per la fuga. Inizialmente si pensa che i due siano implicati nel traffico di immigrati clandestini dal Canada, visto che sono vicino al confine, ma successivamente la squadra scopre che i due stanno rischiando la vita, e abbandonato la figlia, per dei semi di una qualche pianta di cannabis, solo che il mistero si infittisce, poiché in Vermont la cannabis è legale. L'FBI seguendo una scia di morti, scoprendo che la coppia è molto temuta nell'ambiente, tanto che una donna si uccide pur di non farsi arrestare; i due fuggiaschi hanno infatti messo in piedi un giro di prestiti a persone che vogliono mettersi in affari con le coltivazioni e che taglieggiano in modo brutale se non pagano. Quando la loro bambina viene rapita da una banda rivale appartenente alla mafia russa, la coppia torna indietro per riprenderla, anche se il padre vorrebbe abbandonarla.
Dalle indagini viene fuori che Maryann, la madre della bimba, è in realtà figlia di un immigrato russo, boss della mafia a cui ha nascosto l'esistenza della figlia perché non voleva che crescesse in quell'ambiente. Maryann scopre anche che il padre non è più il capo, ma che le fila sono tirate da Laura, l'altra figlia e sorella maggiore di Maryann, che ha rapito la nipotina. Maryann scopre anche che l'ostilità della sorella è dovuta al fatto che il marito ha cercato di mettersi in affari da solo; al momento di affrontare Laura, sopraggiunge l'FBI mettendo fine alla faida.
- Ascolti USA: telespettatori 5 840 000[25]
- Ascolti Italia: telespettatori 688 000 – share 5,2%[24]

## La profezia
- Titolo originale: Covenant
- Diretto da: Ken Girotti
- Scritto da: David Hudgins e Spindrift Beck

### Trama
Alla squadra viene presentato il loro nuovo leader, Remy Scott, che è tornato a vivere a New York, proprio mentre iniziano a indagare sul presunto rapimento dell'adolescente Lillie Jones. Presto scoprono che è andata volontariamente con il suo problematico fidanzato Jeremy Hamm poiché vengono trovati morti entrambi i loro genitori e in seguito anche un investigatore privato. Sia Hamm che Jones hanno legami con la chiesa Covenant e la struttura di riabilitazione di Intentions, essendo la prima in pratica una setta. Quando il pastore viene trovato morto, sospettano che sua moglie lo abbia ucciso poiché apprendono da un agente dell'IRS sotto copertura che la chiesa era sospettata di essere coinvolta nell'evasione fiscale. Si scopre anche che Lillie è incinta e dovrebbe sposarsi con Jeremy in una cerimonia tenuta da uno dei leader del centro di riabilitazione Ken Clymer. Sulla scena, Hamm viene trovato morto e seguono un veicolo a noleggio fino a un motel, dove Pat Mitchell, la moglie del pastore, viene arrestata e Lillie salvata. Scott invita la squadra a lanciare asce e bere e condivide anche la storia di suo fratello Mikey.
- Ascolti USA: telespettatori 5 430 000[26]
- Ascolti Italia: telespettatori 1 020 000 – share 7,5%[27]

## La forza dell'odio
- Titolo originale: Reaper
- Diretto da: Alex Zakrzewski
- Scritto da: Elizabeth Rinehart e D. Dona Le

### Trama
Un reporter viene selvaggiamente ucciso in una stanza di un motel dopo essere stato stuprato. Lo stesso assassino uccide un altro uomo, anch'egli legato all'esercito come la prima vittima, che sembra stesse lavorando a un articolo scottante. Ben presto Scott e il suo team scoprono che l'assassino è un profugo afghano che aveva lavorato per l'esercito come interprete e a cui era stato promesso un permesso di soggiorno negli Stati Uniti, promessa poi disattesa, motivo scatenante della sua furia omicida. Le due vittime infatti appartenevano al reparto presso cui lui lavorava in Afghanistan. L'FBI riuscirà a fermarlo dopo l'omicidio di un professore di Harvard di origine afghane e dopo che ha cercato di compiere un attentato terroristico usando un drone. Intanto Gibson scopre che la sua madre naturale, che viveva in Australia e che è morta senza poterla incontrare, ha avuto un altro figlio, che si presenta a casa della sorellastra: anche lui, come lei, è un agente.
- Ascolti USA: telespettatori 5 250 000[28]
- Ascolti Italia: telespettatori 847 000 – share 6,7%[27]

## Folle amicizia
- Titolo originale: Whack Job
- Diretto da: Cory Bowles
- Scritto da: Richard Sweren e Ryan Causey

### Trama
Larry, un ex criminale sposato con una poliziotta e padre di una ragazza di 16 anni è sotto la protezione testimoni; viene ucciso in casa sua in presenza della ragazzina, che fugge ma viene investita dall'assassina. Jeanine, la moglie, non sapeva niente del passato del marito ed è sconvolta, e il team di Scott indaga per capire cosa c'è dietro all'omicidio. Poco dopo Jeanine uccide un uomo di nome Tripp, titolare di un ristorante per cui lavora Kiera, la prima assassina. Il team scopre ben presto che tra le due donne c'è un accordo: ognuna delle due doveva uccidere l'uomo dell'altra; Kiera doveva assassinare il marito della poliziotta perché lei aveva scoperto della vita passata del marito e che lui aveva nascosto un sacco di soldi, mentre la poliziotta doveva uccidere il capo di Kiera, con il quale aveva una relazione e che ha un ristorante; Tripp le aveva promesso una quota del locale prima di tradirla con un'altra ragazza e lei ha voluto vendicarsi. Jeanine ordina a Keira di uccidere la figliastra, ma al suo fallimento la elimina e va da Justin, suo collega, chiedendogli aiuto per scappare e proclamandosi innocente. Sarà Justin ad aiutare l'FBI a catturare la sua ex collega. Remy litiga con la sorella perché non vuole far ricoverare in una struttura la loro madre, malata di Alzheimer, verso la quale Remi nutre rancore perché anni prima gli aveva detto che avrebbe preferito che morisse lui al posto del fratello Michael.
- Ascolti USA: telespettatori 5 440 000[29]
- Ascolti Italia: telespettatori 832 000 – share 6,1%[30]

## L'emulatore
- Titolo originale: Greatest Hits
- Diretto da: Ken Girotti
- Scritto da: Stephanie Sengupta e Zach Cannon

### Trama
1989: tre mafiosi su una macchina vengono uccisi mentre ordinano al "drive" di un fast food.
Oggi: una donna e i suoi due bambini vengono uccisi nello stesso modo al drive in un fast food. Ben presto scoprono che l'assassino è un emulatore che sta replicando famosi omicidi di mafia. Tutto ha origine da un podcast che parla di questi crimini, podcast che sembra essere trasmesso da uno che si presenta come Jackie "La Volpe", un mafioso che è stato dato per morto; non potendo risalire al punto di trasmissione del podcast perché la giudice ha negato il mandato, Scott e i suoi si avvalgono di un poliziotto in pensione, che aveva dato la caccia a Jackie. Scoprono che il mafioso non solo non è morto ma, lusingato da questo emulatore, lo sta aiutando. Anche se farà il doppio gioco con l'FBI, Scott e il suo team riusciranno a fermare l'assassino.
A indagine terminata, Remi si recherà dalla giudice e, dichiarandosi affascinato da lei, le chiede se vuole bere qualcosa con lui, e lei accetta.
- Ascolti USA: telespettatori 5 280 000[31]
- Ascolti Italia: telespettatori 734 000 – share 5,8%[30]

## Per mancanza d'amore
- Titolo originale: Inheritance
- Diretto da: Jean de Segonzac
- Scritto da: Gina Gionfriddo e Ticona S. Joy

### Trama
I coniugi Ford, una ricca coppia che vive negli Hamptons, vengono uccisi da Cassandra Mason, la personal trainer della signora Ford; il team di Scott scopre che l'identità di Cassandra è falsa e parte la caccia alla donna. Le indagini portano alla luce una sordida vicenda: quando Cassandra, che in realtà si chiama Linda, frequentava le scuole superiori in un istituto esclusivo, venne violentata diverse volte da un professore. Per mettere tutto a tacere, la scuola ha patteggiato un grosso indennizzo alla madre di Linda, che ha intascato i soldi e ha scaricato la figlia, divenuta ormai una ragazza problematica e tossicodipendente a causa delle violenze subite. 
- Ascolti USA: telespettatori 5 460 000[32]
- Ascolti Italia: telespettatori 876 000 – share 6,1%[33]

## Un uomo senza patria
- Titolo originale: A Man Without a Country
- Diretto da: Heather Cappiello
- Scritto da: David Hudgins (sceneggiatura); David Hudgins e Wendy West (soggetto)

### Trama
Un quadro di Cézanne dal valore di 160 milioni di dollari e di proprietà di Sarkov, un russo a cui sono stati confiscati i beni, viene rubato dal blindato che lo sta trasportando; il commando, per portare a termine il colpo, uccide ben sei persone. Scott e il suo team si scontra ben presto con la diplomazia russa, contrariata per le sanzioni verso il loro Paese a causa dell'invasione dell'Ucraina. Sarkov fa uccidere due persone legate alla firma della sanzioni a suo carico e minaccia Scott, che capisce che al dipartimento c'è una talpa. Le famiglie di tutti vengono messe al sicuro in un posto protetto mentre Scott, tramite un trucco, risale alla talpa, un funzionario con la moglie russa tenuta in ostaggio nel suo Paese. Dopo un attacco chimico, fortunatamente sventato, alla metropolitana di New York, il caso arriva a una svolta quando Sarkov arriva a rapire la sua stessa figlia, in disaccordo con le amicizie "politiche" del padre, ma l'uomo verrà ucciso dalle stesse guardie dell'ambasciata russa quando tenterà di entrarvi per espatriare.
- Ascolti USA: telespettatori 4 770 000[34]
- Ascolti Italia: telespettatori 808 000 – share 6%[33]